# Siarhei Rutenka
Siarhei Rutenka (Minsk,  Unión Soviética, 29 de agosto de 1981) es un exjugador de balonmano con nacionalidades bielorrusa, eslovena y española, que jugaba en la demarcación de lateral izquierdo, aunque se desenvolvió también en las posiciones de central y pivote. Su último equipo como profesional fue el SKA Minsk, antes de anunciar su retirada en 2017.
Antes de adquirir la nacionalidad española obtuvo la nacionalidad eslovena. Defendió los colores de la selección bielorrusa y posteriormente de la eslovena. Hasta el año 2015 formó parte del equipo FC Barcelona (equipo en el que recaló tras su paso por el Celje esloveno y el Balonmano Ciudad Real), con el cual participaba en la Liga ASOBAL. En febrero de 2010 podría haber debutado con la selección española aunque prefirió jugar con la selección de su país de origen: Bielorrusia. En 2010 fue considerado el mejor central de la liga ASOBAL compartiendo galardón con el alcalino José Antonio Expósito.

## Equipos
- Gorenje Velenje (2000-2001)
- RK Celje (2001-2005)
- BM Ciudad Real (2005-2009)
- FC Barcelona (2009-2015)
- Lekhwiya SC (2015)
- SKA Minsk (2016)

## Palmarés

### Clubs
- Campeón Liga Eslovena 2001-2002, 2002-2003, 2003-2004, 2004-2005.
- Campeón Copa de Eslovenia 2001-2002, 2002-2003, 2003-2004.
- Campeón Liga ASOBAL 2007-2008, 2008-2009, 2010-2011, 2011-2012, 2012-2013, 2013-2014, 2014-2015.
- Campeón Copa del Rey 2007-2008, 2009-2010, 2013-14, 2014-15.
- Campeón Copa ASOBAL 2005-2006, 2006-2007, 2007-2008, 2009-2010, 2011-2012, 2012-2013, 2013-2014, 2014-2015.
- Campeón Copa de Europa 2003-2004, 2005-2006, 2007-2008, 2008-2009,2010-2011, 2014-2015.
- Campeón Supercopa de Europa 2004-2005, 2005-2006, 2006-2007, 2008-2009.

### Selección
- 12º Campeonato del Mundo de balonmano 2005

## Méritos y distinciones
- Máximo goleador Copa Europa 2003-2004, 2004-2005.
- Mejor jugador Supercopa de Europa 2004-2005.
- Máximo goleador Supercopa de Europa 2004-2005.
- Máximo goleador en el Campeonato de Europa de Balonmano 2006.
- Mejor jugador Supercopa de España (1): 2009
- Mejor Lateral izquierdo de la Liga ASOBAL (1): 2013